# Iejoor
Iejoor (Engels: Eeyore) is een personage uit de verhalen rond Winnie de Poeh van A.A. Milne. Deze vriend van Winnie is een pessimistische, sombere, oude, gedeprimeerde, grijze ezel. Zijn naam is een fonetische weergave van het geluid dat een ezel voortbrengt, een onomatopee, die misschien uit de kinderbenaming voor het dier is afgeleid.

## Het personage
Fysiek wordt Iejoor beschreven als een 'oude, grijze, knappe ezel'. In de illustraties van Ernest Shepard wordt hij getekend tot op kinhoogte bij Poeh en tot heuphoogte bij Janneman Robinson. Hij heeft een lange staart, die hem zeer dierbaar is, maar die hij ook makkelijk verliest. Janneman kan de staart met een punaise weer vastmaken. Iejoor loopt altijd met het hoofd omlaag, kenmerkend voor zijn voortdurend gedeprimeerde staat.
Iejoor kan blijkbaar lezen of in ieder geval letters herkennen. In het vijfde hoofdstuk van het Huis bij de Poehhoek leert hij Knorretje de letter A. In het laatste hoofdstuk van het Huis bij de Poehhoek spelt hij zijn naam als "IeJoor" bij het ondertekenen van de "petitie" die de dieren als afscheidscadeau aan Janneman geven. Iejoor schreef ook het onhandig-gerijmde geroepen gedicht, "GEDICHT", dat op de "petitie" verscheen. Behalve Poeh zelf is hij daarmee het enige personage in de boeken over Winnie de Poeh dat poëzie probeert te schrijven. Verder is Iejoor verrassend goed bij het spel Poohstokjes, dat hij in het zesde hoofdstuk van het Huis bij de Poehhoek vaker wint dan alle anderen.
Iejoor woont in de zuidoosthoek van het Honderdbunderbos, het heet dan "de Sombere Plaats van Iejoor: Eerder Moerassig en Droevig". Hij heeft daar een stokhuis dat regelmatig instort. Het favoriete voedsel van Iejoor is distels.
De "verjaardag" van Iejoor is 10 mei 1871, de datum waarop hij werd gemaakt.

## Stem
In Winnie de Poeh films van 1966 tot 1983 was Ralph Wright de Amerikaanse stem van Iejoor, waarna voor Disneyland de stem Thurl Ravenscroft werd. Ron Feinberg deed hierna de stem voor een Winnie de Poeh film. Ron Gans volgde hem hierna op. Brad Garrett ging hierna de stem voor een aantal jaar vertolken. Voor alle games waar Winnie de Poeh in zat deed Gregg Berger de stem van Iejoor. Peter Cullen is inmiddels de officiële stem geworden tot het heden. Behalve in de 2011 minifilmpjes van Winnie de Poeh waarin Bud Luckey de stem deed. Voor de zang stem van Iejoor voor een bepaald mini filmpje werd de Amerikaanse stem van Will Ryan gebruikt.
In het Nederlands is Iejoor begonnen met de stem van Luc Lutz waarna het hierna Con Meijer werd voor de tweede nasynchronisatie van de eerste film. De derde stem die het tot heden nog steeds doet is Paul Klooté.